# Zoe Colletti
Zoe Margaret Colletti (Stati Uniti, 27 novembre 2001) è un'attrice statunitense.

## Biografia
Nata il 27 novembre 2001 negli Stati Uniti, comincia a lavorare per la televisione all'età di cinque anni, per la produzione del film TV American Man. Con il passare degli anni ottiene sempre più ruoli, fino ad arrivare a ottenere il suo primo grande ruolo per il film statunitense Scary Stories to Tell in the Dark (2019). Poco dopo subentra anche nel mondo seriale, oltre che cinematografico, con dei ruoli importanti: Dakota in Fear The Walking Dead, Già nella produzione Netflix Boo, Bitch e Lucy nella serie Hulu Only Murders in the Building.
Nell'aprile 2022 è stato annunciato che l'attrice ricoprirà il ruolo di Stella Nicholls nel sequel di Scary Stories to Tell in the Dark, che è attualmente in produzione.

## Filmografia

### Attrice

#### Cinema
- Annie - La felicità è contagiosa (Annie), regia di Will Gluck (2014)
- Wildlife, regia di Paul Dano (2018)
- Skin, regia di Guy Nattiv (2018)
- Scary Stories to Tell in the Dark, regia di André Øvedral (2019)
- Un bambino chiamato Natale (A boy called Christmas), regia di Gil Kenan (2021)
- Gigi & Nate, regia di Nick Hamm (2022)
- The Family Plan, regia di Simon Cellan Jones (2023)

#### Televisione
- American Man, regia di Rob Schiller – film TV (2006)
- Mercy – serie TV, episodio 1x10 (2010)
- Past Life – serie TV, episodio 1x07 (2010)
- Rubicon – serie TV, 4 episodi (2010)
- Nerd Herd, regia di Jaime Travis – film TV (2015)
- Law & Order: Unità vittime speciali – serie TV, episodio 20x13 (2019)
- City on a Hill – serie TV, 7 episodi (2019)
- Fear The Walking Dead – serie TV, 10 episodi (2020-2021)
- Boo, Bitch – serie TV, 8 episodi (2022)
- Only Murders in the Building – serie TV, 5 episodi (2022)

#### Cortometraggi
- Lucy in the Sky, regia di Bertha Bay-Sa Pan (2018)

## Doppiatrici italiane
Nelle versioni in italiano delle opere in cui ha recitato, Zoe Colletti è stata doppiata da:
- Chiara Fabiano in Un bambino chiamato Natale[3], Boo, Bitch[4], The Family Plan[5]
- Vittoria Bartolomei in Scary Stories to Tell in the Dark[6], Only Murders in the Building[7]
- Arianna Vignoli in Annie - La felicità è contagiosa[8]
- Sara Labidi in Fear The Walking Dead[9]